# Rebecca Diamond
 (mars 2025).
Rebecca Diamond est une économiste américaine, née à Chicago en 1984. Ses recherches portent principalement sur l'économie du travail et l'économie urbaine. Elle est lauréate du prix Elaine-Bennett pour la recherche en 2022.

## Parcours
Rebecca Diamond naît à Chicago en 1984. C'est la fille des économistes Elizabeth B. Cammack et Douglas Diamond, co-récipiendaire du prix Nobel d'économie en 2022. Son frère William Diamond, de 5 ans son cadet, est également économiste.
Rebecca Diamond est diplômée de l'université Yale en 2007, où elle obtient un Bachelor of Science en physique, économie et mathématiques. Admise à Harvard, elle obtient son Master of Arts en économie en 2011, avant de poursuivre en 2013 avec un doctorat dont la thèse lie marché local du travail et économie urbaine,.
Elle enseigne à la Stanford Graduate School of Business depuis 2014.
Rebecca Diamond consacre ses recherches à l'économie du travail, à l'économie urbaine, et aux liens entre les deux disciplines.
Les économistes Alicia Sasser Modestino et Justin Wolfers ont collecté des données pour mesurer les différences de réception des travaux d'économistes en fonction de leur genre après avoir assisté à l'une de ses présentations durant laquelle elle fut interrompue 15 fois durant les cinq premières minutes par des questions.

## Recherches
Dans sa thèse de doctorat, Rebecca Diamond montre comment les écarts de loyer selon les zones urbaines conduisent les travailleurs de niveau de compétences similaires à se regrouper dans les mêmes villes ou les mêmes quartiers,.
Elle a étudié avec des collègues les raisons des écarts de rémunération liés au genre entre les conducteurs et conductrices de la plateforme Uber aux États-Unis (7% de plus pour les hommes que pour les femmes),.
Elle a également travaillé en collaboration sur le rôle des immigrés dans le domaine de l'innovation aux États-Unis, montrant dans un document de travail en 2022 que si les immigrés représentent 16% des inventeurs, ils contribuent pour 23% aux brevets déposés et pour 25% aux parts de marché de ceux-ci,,.

## Distinctions
- 2022 : Prix Elaine-Bennett pour la recherche[4].
- 2024 : Prix Sherwin Rosen[15].

## Publications
- Diamond, R., & Diamond, W. (2024). Affordability of Owner-Occupied Housing across US Cities. AEA Papers and Proceedings, 114, 340–45.
- Diamond, R., & Gaubert, C. (2022). Spatial sorting and inequality. Annual Review of Economics, 14, 795-819.
- Cook, C., Diamond, R., Hall, J., List, J. & Oyer, P. (2021) The Gender Earnings Gap in the Gig Economy: Evidence from over a Million Uber Drivers. Review of Economic Studies.
- Allcott, H., Diamond, R., Dubé, J. P., Handbury, J., Rahkovsky, I., & Schnell, M. (2019). Food deserts and the causes of nutritional inequality. The Quarterly Journal of Economics, 134(4), 1793-1844.
- Diamond, R., McQuade, T., & Qian, F. (2019). The effects of rent control expansion on tenants, landlords, and inequality: Evidence from San Francisco. American Economic Review, 109(9), 3365-94.
- Diamond, R., & McQuade, T. (2019). Who Wants Affordable Housing in Their Backyard? An Equilibrium Analysis of Low-Income Property Development. Journal of Political Economy, 127(3), 1063-1117.
- Diamond, R., McQuade, T., & Qian, F. (2019). Who Pays for Rent Control? Heterogeneous Landlord Response to San Francisco’s Rent Control Expansion. AEA Papers and Proceedings, 109, 377–380.
- Diamond, R. (2017). Housing Supply Elasticity and Rent Extraction by State and Local Governments. American Economic Journal: Economic Policy, 9(1), 74-111.
- Diamond, R. (2016). The determinants and welfare implications of US workers' diverging location choices by skill: 1980–2000. The American Economic Review, 106(3), 479-524.
- Barrios, T., Diamond, R., Imbens, G. W., & Kolesár, M. (2012). Clustering, spatial correlations, and randomization inference. Journal of the American Statistical Association, 107(498), 578-591.